# BARRY PARTY
『BARRY PARTY』（バリーパーティー）は、テレビ朝日で2000年10月7日から2001年3月31日まで放送されたテレビアニメ作品である。本放送終了後には4月7日の土曜日5時45分から再放送した。

## あらすじ
地球から遠く離れた惑星の「ワーリー星」が星の大王の息子であるバリーの仕業で水不足の危機に見舞われてしまう。何とかしようとして大王は水を求めて地球へ向かって旅立つ。

## キャスト
- バリー - 水田わさび
- バリーナ、ビーブー - 河原木志穂
- ピロル - 金田朋子
- サラン王女、マリネ - 山田美穂
- チャンプ、オマルカー - 吉田小百合
- チョンマ、ウー - クワバタオハラ
- ワーリー大王、モアジ、コッキー - 室園丈裕
- カーツ将軍、チャンパ大臣、ナレーション - 飛田展男

## 主題歌
オープニングテーマ  きっと明日は晴れるよ

## スタッフ
- 監督 - 久米一成
- キャラクターデザイン - 重国勇二
- 美術監督 - 桑原悟
- アニメーション制作 - フォーサム[1]